# Skate nos Jogos Olímpicos de Verão de 2024 - Park masculino
A competição do park masculino do skate nos Jogos Olímpicos de Verão de 2024 foi disputada em 7 de agosto de 2024 na Praça da Concórdia, em Paris. Um total de 22 skatistas de 14 Comitês Olímpicos Nacionais (CON) participaram do evento.

## Qualificação
Um total de 22 vagas estavam disponíveis para skatistas qualificados no park masculino, sendo que cada Comitê Olímpico Nacional (CON) poderia inscrever no máximo três skatistas. As cotas foram atribuídas aos skatistas com base no total de pontos acumulados no ranking do Olympic World Skateboarding de 24 de junho de 2024. Os vinte melhores skatistas elegíveis após três períodos consecutivos de qualificação (22 de junho a 31 de dezembro, 2022; 1º de janeiro a 31 de dezembro de 2023; e 1º de janeiro a 23 de junho de 2024) foram selecionados. A nação anfitriã, França, tinha reservada uma vaga, enquanto a mesma quantia foi reservada para os CONs elegíveis de acordo com as regras de universalidade.

## Calendário
Horário local (UTC+2)
| Data                | Horário | Fase         |
| ------------------- | ------- | ------------ |
| 7 de agosto de 2024 | 12:30   | Preliminares |
| 7 de agosto de 2024 | 17:30   | Final        |

## Medalhistas
| Ouro   | AUS Keegan Palmer |
| Prata  | USA Tom Schaar    |
| Bronze | BRA Augusto Akio  |

## Resultados

### Preliminares
Os oito competidores com as melhores pontuações, independente da bateria, avançam a final.
| Pos. | Bateria | Skatista           | CON                | Tentativa | Tentativa | Tentativa | Notas |
| Pos. | Bateria | Skatista           | CON                | 1         | 2         | 3         | Notas |
| ---- | ------- | ------------------ | ------------------ | --------- | --------- | --------- | ----- |
| 1    | 1       | Keegan Palmer      | AUS Austrália      | 77.03     | 89.31     | 93.78     | Q     |
| 2    | 1       | Tom Schaar         | USA Estados Unidos | 89.05     | 92.05     | 32.70     | Q     |
| 3    | 3       | Alex Sorgente      | ITA Itália         | 89.96     | 91.14     | 12.33     | Q     |
| 4    | 2       | Tate Carew         | USA Estados Unidos | 77.18     | 90.42     | 16.83     | Q     |
| 5    | 4       | Keefer Wilson      | AUS Austrália      | 81.70     | 88.60     | 90.10     | Q     |
| 6    | 3       | Pedro Barros       | BRA Brasil         | 89.24     | 2.83      | 81.10     | Q     |
| 7    | 4       | Luigi Cini         | BRA Brasil         | 89.10     | 29.33     | 12.006    | Q     |
| 8    | 3       | Augusto Akio       | BRA Brasil         | 88.79     | 29.33     | 88.98     | Q     |
| 9    | 2       | Hampus Winberg     | SWE Suécia         | 82.58     | 74.00     | 88.29     |       |
| 10   | 2       | Gavin Bottger      | USA Estados Unidos | 20.30     | 86.95     | 60.03     |       |
| 11   | 1       | Alessandro Mazzara | ITA Itália         | 56.00     | 83.17     | 2.73      |       |
| 12   | 2       | Vincent Matheron   | FRA França         | 82.02     | 18.74     | 8.66      |       |
| 13   | 3       | Thomas Augusto     | POR Portugal       | 3.10      | 81.75     | 2.66      |       |
| 14   | 4       | Steven Piñeiro     | PUR Porto Rico     | 81.54     | 10.33     | 19.33     |       |
| 15   | 2       | Yuro Nagahara      | JPN Japão          | 81.38     | 2.36      | 2.38      |       |
| 16   | 1       | Kieran Woolley     | AUS Austrália      | 20.85     | 14.93     | 80.04     |       |
| 17   | 2       | Tyler Edtmayer     | GER Alemanha       | 76.49     | 78.20     | 2.43      |       |
| 18   | 4       | Andy Macdonald     | GBR Grã-Bretanha   | 72.07     | 76.61     | 77.66     |       |
| 19   | 1       | Alain Kortabitarte | ESP Espanha        | 29.38     | 49.21     | 75.46     |       |
| 20   | 4       | Danny León         | ESP Espanha        | 56.25     | 7.33      | 10.00     |       |
| 21   | 1       | Viktor Solmunde    | DEN Dinamarca      | 42.95     | 42.83     | 36.00     |       |
| 22   | 3       | Dallas Oberholzer  | RSA África do Sul  | 7.00      | 19.001    | 33.83     |       |

### Final
Os três competidores com as melhores notas na final conquistaram as medalhas.
| Pos.              | Skatista      | CON                | Tentativa | Tentativa | Tentativa |
| Pos.              | Skatista      | CON                | 1         | 2         | 3         |
| ----------------- | ------------- | ------------------ | --------- | --------- | --------- |
| Medalha de ouro   | Keegan Palmer | AUS Austrália      | 93.11     | 63.66     | 65.20     |
| Medalha de prata  | Tom Schaar    | USA Estados Unidos | 90.11     | 92.23     | 83.08     |
| Medalha de bronze | Augusto Akio  | BRA Brasil         | 2.66      | 81.34     | 91.85     |
| 4                 | Pedro Barros  | BRA Brasil         | 22.10     | 86.41     | 91.65     |
| 5                 | Tate Carew    | USA Estados Unidos | 18.06     | 91.17     | 71.46     |
| 6                 | Alex Sorgente | ITA Itália         | 22.80     | 84.26     | 63.76     |
| 7                 | Luigi Cini    | BRA Brasil         | 19.70     | 2.36      | 76.89     |
| 8                 | Keefer Wilson | AUS Austrália      | 40.03     | 32.73     | 58.36     |